# 汶水泰雅語

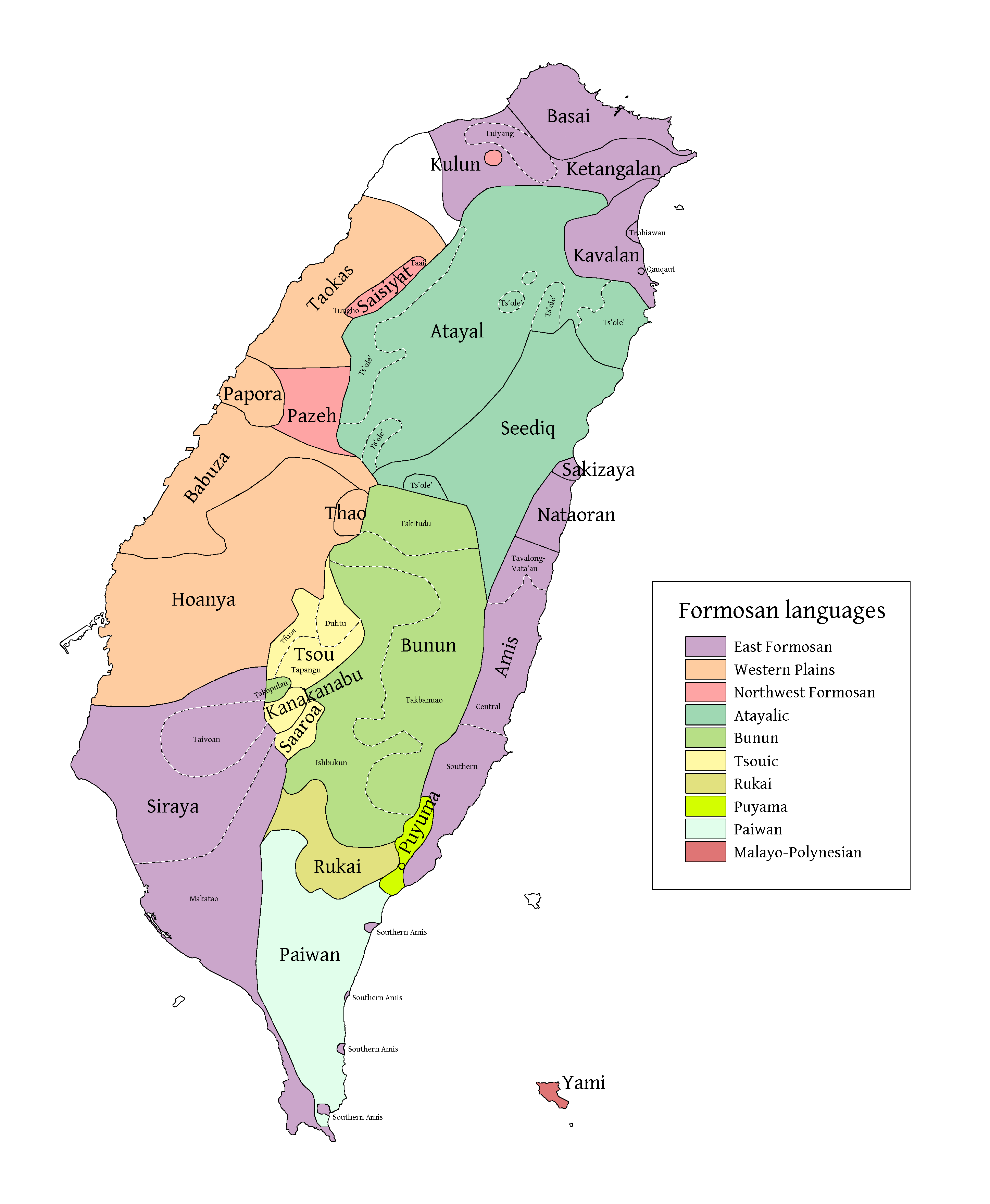
漢人遷台之前的台灣南島語言分布圖(按 Blust, 1999).東台灣"蘭嶼島(深紅色)表示為使用馬來-玻里尼西亞語族巴丹語群達悟語的區域.

汶水泰雅語（Matu'uwal Atayal）是台灣南島語言當中泰雅語的方言之一，屬於泰雅族的汶水群，分布苗栗縣泰安鄉的錦水村、八卦村、清安村等三村。其中清安村受地理環境及通婚的影響音變持續發生與汶水泰雅語漸行漸遠。這個方言是原住民族語言中會因男女性別不同而有語形差異的特別兩個語言之一，但時至今日，這種男女性語形的差異與漸漸愈少人使用了。

## 名稱由來
Mayrinax是別族對汶水泰雅族人的稱呼，Matu'uwal是汶水泰雅族人的自稱，儘管稱呼不同，但都指稱說汶水泰雅語的泰雅族人。兩者名稱真正的由來，老一輩的汶水泰雅族人早已不清楚，但根據一位部落耆老的說法rinax是汶水泰雅族人早期對汶水溪的稱呼，後來被移居錦水村周邊部落的Kinahakul用來稱呼住在汶水溪旁的圓墩部落的汶水人為Mayrinax，到目前說汶水泰雅語的Matu'uwal人，分布在錦水村的圓墩部落，八卦村的八卦部落，以第三鄰到第四鄰為主，其次是清安村的大坪部落。

## 語音系統
根據教育部與行政院原住民族委員會於民國94年12月公布的汶水泰雅語言書寫系統，在汶水泰雅語的語音系統中，輔音部分共有18個音位，元音有5個，發音方式與發音部位、書寫系統，（以國際音標IPA來表示）輔音語音表如下所示：
|        |    | 雙唇 | 舌尖 | 硬顎 | 舌根 | 小舌 | 喉 |
| ------ | -- | ---- | ---- | ---- | ---- | ---- | -- |
| 塞音   | 清 | p    | t    |      | k    | q    | '  |
| 塞擦音 | 清 |      | ts   |      |      |      |    |
| 擦音   | 清 |      | s    |      | x    |      |    |
| 擦音   | 濁 | β    |      |      | ɣ    |      | ɦ  |
| 鼻音   | 濁 | m    | n    |      | ŋ    |      |    |
| 邊音   | 濁 |      | l    |      |      |      |    |
| 顫音   | 濁 |      | ɾ    |      |      |      |    |
| 滑音   | 濁 | w    |      | j    |      |      |    |

汶水泰雅語元音部分共有5個元音，分別是/i/、/e/、/a/、/u/、/o/。
發音方法與發音部位、書寫系統，元音音位表如下所示：
|    | 前 | 央 | 後 |
| -- | -- | -- | -- |
| 高 | i  |    | u  |
| 中 | e  |    | o  |
| 低 |    | a  |    |

## 男女用法差異
至於為何會有男女說法上的差異，部落的耆老也無法說出一個理由；李壬癸教授的研究推論，早期泰雅族的男人開始在他們的詞彙上故意加上一些變化，也許就是一種語言遊戲，為了男人之間的祕密交談，不讓女人知道。久而久之，連女人也聽懂了男人的祕密語言。可是時至今日，只有汶水泰雅語的女人仍然保存原來的語言形式，但到現在，兒童所學習的語言，有的從父兄學，有的從母姊學，因此有的詞彙採用男性形式，而有的詞彙卻採用女性的形式，造成日後男女語言混亂的情形。

## 問候語
- 你好！lawkah su'！

- 你好嗎？ lawkah su' quw？

- 謝謝你！ mahuway su'！

- 你叫什麼名字？ ima' ralu' su'？

- 再見！ mapapugagayayi ta'！